# منتخب تركيا تحت 18 سنة لكرة القدم
منتخب تركيا تحت 18 سنة لكرة القدم (بالتركية: Türkiye 18 yaş altı millî futbol takımı)‏ هو ممثل تركيا الرسمي في المنافسات الدولية في كرة القدم للشباب ، يديريه اتحاد تركيا لكرة القدم.